# Sixteen Moons – Eine unsterbliche Liebe
Sixteen Moons – Eine unsterbliche Liebe (englisch Beautiful Creatures) ist ein Fantasy-Roman der US-amerikanischen Autorinnen Kami Garcia und Margaret Stohl. Er ist der erste Band der Caster Chronicles-Serie und wurde am 1. Dezember 2009 von Little, Brown, und Company veröffentlicht. Auf ihm basiert der US-amerikanische Fantasyfilm Beautiful Creatures – Eine unsterbliche Liebe. Die deutsche Veröffentlichung erfolgte im Heyne Verlag. Am 3. Januar wurde eine neue Edition des Romans mit Bildern aus der Verfilmung veröffentlicht.

## Inhalt
Der Roman spielt in der fiktionalen Kleinstadt Gatlin, sie liegt abseits der Zivilisation im Süden von Carolina (USA). Die Geschichte wird aus der Sicht des Protagonisten Ethan Lawson Wate erzählt. Er lebt gemeinsam mit seinem Vater und ihrer Haushälterin Amma, die mehr wie eine Großmutter für ihn ist, in dem Haus, in dem bereits Generationen seiner Familien gelebt haben.
Ethans Mutter ist ein Jahr zuvor bei einem Autounfall gestorben. Die Geschichte beginnt an Ethans erstem Schultag im zweiten Jahr der High School. Da sich in Gatlin nur selten etwas ändert, sind alle überrascht über die Ankunft einer neuen Schülerin, Lena Duchannes. Lena ist die Nichte von Macon Melchizedek Ravenwood. Er ist der menschenscheue Besitzer des ältesten Hauses der Stadt, Ravenwood Manor. Das Haus gilt als Spukhaus der Stadt und Macon Ravenwood wurde von keinem Einwohner der Stadt gesehen, deshalb gilt er als verrückt. Erst später in der Geschichte erfährt man, dass Macon ein Inkubus ist. Der Ruf ihres Onkels wird Lena zum Verhängnis, da sie nun auch als verrückt gilt. Auf seinem Nachhauseweg überfährt Ethan Lena beinahe, da er durch ein Unwetter fast nichts sehen kann. Er kommt mit Lena ins Gespräch und fährt sie nach Hause. Ethan wird zum einzigen Freund von Lena und steht zu ihr, was ihm kein gutes Ansehen verleiht.
Nach einiger Zeit verlieben sich Ethan und Lena, sie sind sich beide aber noch nicht bewusst, was genau sie füreinander sind. Ethan erfährt außerdem, dass Lena eine „Caster“ ist: eine Person, die Magie praktizieren kann und gewisse Fähigkeiten beherrscht. Lena und Ethan können über ihre Gedanken kommunizieren, diese Fähigkeit nennt man Keltling. Da auf ihrer Familie ein Fluch liegt, den Genevieve Duchannes verursacht hat, werden alle Caster ihrer Familie an ihrem 16. Geburtstag berufen, um entweder Dunkel oder Licht zu sein. Licht steht für das Gute und Dunkel steht für das Böse. Ethan versucht einen Weg zu finden, Lena vor ihrem Schicksal zu bewahren. Doch ihr Weg wird ihnen erschwert, da sich die ganze Stadt gegen Lena wendet. Keiner weiß, dass Lenas tot geglaubte Mutter Sarafine dahinter steckt. Die Einzigen, die zu ihnen halten, sind Macon, Amma (wie sich herausstellt: eine Seherin) und Marian, die beste Freundin von Ethans Mutter und die Bibliothekarin der Stadtbibliothek und der geheimen Casterbibliothek. Lena und Ethan gestehen sich im Laufe der Ereignisse ihre Gefühle und sind offiziell ein Paar.
Um einen Ausweg zu finden, suchen und finden sie das „Buch der Monde“, das mächtigste Buch der Caster. Sie erfahren von dem Buch durch Visionen, die sie von einem Medaillon empfangen, das einst Geneviev gehörte. Leider finden sie im Buch keine Antwort, aber durch den Geist von Ethans Mutter bekommen sie einen Hinweis: „Berufe dich selbst.“
An Lenas Geburtstag bricht Chaos aus, da Ridley, Lenas dunkle Cousine, die ganze Schule zu einer Party nach Ravenwood bringt. Während der Feier gerät alles außer Kontrolle. Schließlich finden sich Lena, Ethan, Link (Ethans bester Freund), Larkin (Lenas Cousin, der sich als dunkler Caster herausstellt), Hunting (Macons böser Bruder), Sarafine und Marcon wieder auf dem Feld hinter Ravenwood. Bei dem Kampf wird Macon verletzt und Ethan bringt mit Hilfe von Marian Gramma zum Feld, um Macon zu heilen. Es werden ebenfalls mehrere Geheimnisse enthüllt: Lena kann, da sie eine Naturgeborene (mächtigere Caster) ist und ihr Geburtstag der Tag des Fluches ist, selbst entscheiden, auf welche Seite sie gehen will. Aber wenn sie sich für die dunkle Seite entscheidet, sterben alle lichten Caster ihrer Familie und umgekehrt, wenn sie sich zum Licht entscheidet. Auch die Tatsache, dass ein Caster nie mit einem Sterblichen zusammen sein kann, ohne ihn zu töten, verschlechtert die Situation.
Schließlich dreht Lena durch, weil ihr viel verheimlicht wurde und sie mit all dem nicht umgehen kann. Im Kampf wird Ethan schließlich von Sarafine erstochen und Lena hält darauf die Zeit an. Mit Hilfe von Amma und dem Buch der Monde rettet sie Ethans Leben, tauscht aber, ohne es zu wissen, dafür das Leben von Macon ein. Der Fluch, den sie ausspricht, ist derselbe, den Geneviev benutzt hatte, um ihren Geliebten zu retten. Geneviev bezahlte aber dafür damit, dass ihre gesamte Familie mit dem Berufungsfluch belegt wird. Lena lässt im Eifer des Gefechts den „Sechzehnten Mond“ verschwinden und muss sich darauf nicht entscheiden, doch eines ihrer Augen wird golden (die Augenfarbe der dunklen Caster) und das andere bleibt grün. Sarafine und die anderen dunklen Caster flüchten. Die Geschichte endet damit, dass Macon tot aufgefunden wird und Ethan Lena am Dach der Gruft tröstet.

## Personen
- Lenas Familie:

Tante Del (Tante, Licht): Sie kann in der Zeit lesen.
Reece Duchannes (Cousine, Licht): Sie kann aus Gesichtern lesen und merkt, wenn jemand lügt.
Gramma (Großmutter, Licht): Sie kann die Fähigkeiten der anderen für kurze Zeit kopieren.
Ryan (Cousine, Licht): Sie ist eine Heilerin.
Twyla (Tante, Licht): Sie kann mit Toten sprechen und sie für kurze Zeit zurückholen.
Barclay (Onkel, Licht): Er kann Dinge dauerhaft in andere Dinge verwandeln.
Macon (Onkel, Dunkel/Licht "stirbt" im ersten Buch): Er ist ein Inkubus (von Haus aus dunkel), der sich aber von Träumen ernährt.
Larkin (Cousin, Dunkel stirbt im zweiten Buch): Er kann Illusionen erschaffen.
Ridley (Cousine, Dunkel wird im zweiten Buch menschlich): Sie ist eine Sirene und kann Menschen dazu bringen, das zu tun, was sie will.
Hunting (Onkel, Dunkel stirbt im zweiten Buch): Er ist ein böser Inkubus, der sich von Blut ernährt.
Sarafine (Mutter, Dunkel stirbt im zweiten Buch): Sie ist eine Vernichterin (dunkle Naturgeborene).
- Genevievs Geliebter war ein Ahne von Ethan.
- Ethan ist ein sterblicher Wayward, er hilft Castern, ihr Schicksal zu finden.
- Link verliebt sich in Ridley.
- Ridley und Lena waren früher beste Freundinnen.
- Macon kann durch die Augen seines Hunds Boo Ridley sehen.
- Lena kann die Elemente beeinflussen.
- Ethans Vater ist verrückt und versteckt sich in seinem Arbeitszimmer.

## Fortsetzungen
2012 erscheinen die Fortsetzungen Seventeen Moons – Eine unheilvolle Liebe (Originaltitel: Beautiful Darkness), Eighteen Moons – Eine grenzenlose Liebe (Originaltitel: Beautiful Chaos) und 2013/14 erschien auch Nineteen Moons - Eine ewige Liebe (Originaltitel Beautiful Redemption)  ebenfalls im Heyne Verlag.

## Hörbuch
Der Roman ist auch als Hörbuch erhältlich, Sprecher ist Martin Maecker.

## Verfilmung
Der Roman wurde von Warner Bros. unter dem Titel Beautiful Creatures – Eine unsterbliche Liebe u. a. mit Jeremy Irons und Emma Thompson verfilmt. Die Premiere fand am 6. Februar 2013 in Los Angeles statt, am 4. April 2013 soll der Film in den deutschen Kinos anlaufen.

## Rezeption
Kirkus Reviews schrieb, dass „Ethans sarkastische Erzählweise bei Lesern von John Green ebenso wie bei den vielen Fans von übernatürlichen Romanzen das nächste Buch sein wird, in das sie sich versenken sollten.“ (“Ethan’s wry narrative voice will resonate with readers of John Green as well as the hordes of supernatural-romance fans looking for the next book to sink their teeth into”). Booklist bewertete das Buch auch positiv, indem es konstatierte: „es gibt vieles, das Teenager lieben werden: Romantik, Magie, Heimsuchungen und das Versprechen, dass noch mehr kommen wird“ (“there’s plenty teens will like: romance, magic, hauntings, and the promise of more to come.”). Das School Library Journal lobte Beautiful Creatures's „detaillierte Beschreibungen“ (“detailed descriptions”) und das „befriedigende Ende“ (“satisfying conclusion”) und schrieb, dass es bei Fans von True Blood ansprechen würde. Publishers Weekly kritisierte beim Buch den in die Länge gezogenen Höhepunkt (“protracted climax”), aber schrieb, dass Beautiful Creatures eine „fesselnde und passende Mythologie“ (“compelling and dimensional mythology”) habe. Trotz der Benutzung von Magie wird das Buch für seine authentischen Charaktere und authentische Welt gelobt. Linda Perez vom Journal of Adolescent & Adult Literacy meint, dass Stohl „klar und lyrisch“ (“clearly and lyrically”), dass die von ihm kreierte Welt so glaubwürdig ist, dass „Leser sich unbewusst dabei ertappen, dass sie an Magie glauben“ (“that readers will find themselves unwittingly believing in magic”). Laut Ilene Cooper von Booklist „hätten die 600 Seiten gekürzt werden können, um eine dichtere bessere Geschichte zu schaffen“  (“the 600 pages could have been cut to make a tight, better story”).